# Ibănești (Botoșani)
Ibănești è un comune della Romania di 4 150 abitanti, ubicato nel distretto di Botoșani, nella regione storica della Moldavia.
Il comune è formato dall'unione di 2 villaggi: Dumbrăvița e Ibănești.